# Tarkas maculatipes
Genre
Espèce
Synonymes
- Cyrene maculatipes F. O. Pickard-Cambridge, 1901
- Cyrene mediocava F. O. Pickard-Cambridge, 1901

Tarkas maculatipes, unique représentant du genre Tarkas, est une espèce d'araignées aranéomorphes de la famille des Salticidae.

## Distribution
Cette espèce se rencontre au Mexique au Tabasco et au Guatemala,.

## Description
Le mâle holotype mesure 6 mm et la femelle 8,5 mm.

## Publications originales
- F. O. Pickard-Cambridge, 1901 : Arachnida - Araneida and Opiliones. Biologia Centrali-Americana, Zoology. London, vol. 2, p. 193-312 (texte intégral).
- Edwards, 2015 : Freyinae, a major new subfamily of Neotropical jumping spiders (Araneae: Salticidae). Zootaxa, no 4036(1), p. 1-87.